# Rhea Ripley
Demiti  Bennett (11 oktober 1996) is een Australisch professioneel worstelaar die sinds 2017 actief is in de World Wrestling Entertainment. Ze is een voormalige Women's World Champion, met meteen de langtste regeerperiode die gelijk staat aan Bayley, met name 380 dagen.
Bennett debuteerde bij NXT in oktober 2017. Ze werd in april 2023 Women's World Champion, haar eerste periode als kampioen, en ze is lid van de The Judgment Day-worstelgroep.
Haar entreemuziek is "Demon in Your Dreams" van Motionless in White.

## Prestaties
- WWE
  - WWE Raw Women's Championship (1 keer)
  - Women's World Championship (1 keer)
  - WWE Women's Tag Team Championship (1 keer) – met Nikki A.S.H.
  - NXT Women's Championship (1 keer)
  - NXT UK Women's Championship (1 keer, inaugureel)
  - Women's Royal Rumble (2023)
  - NXT UK Women's Championship Tournament (2018)
  - 7e Triple Crown Champion
  - 5e Grand Slam Champion
  - Slammy Award (3 times)
    - Match of the Year (2024) – vs. Charlotte Flair voor het WWE SmackDown Women's Championship bij WrestleMania 39
    - Faction of the Year (2024) – als lid van The Judgment Day
    - Female Superstar of the Year (2024)

## Privé
- Haar vader (Peter Bennett) is Amerikaans, terwijl haar moeder (Anna Bennett) Italiaans is.
- Ze is verloofd met AEW-worstelaar Buddy Matthews.